# V362 Aurigae
V362 Aurigae (V362 Aur / HD 35601 / HIP 25500) es una estrella variable en la constelación de Auriga de magnitud aparente media +7,32.
Es una estrella lejana cuya distancia es mal conocida; de acuerdo a la paralaje medida por el satélite Hipparcos, se halla a poco más de 3000 años luz del sistema solar, pero el error inherente a la medición es comparable al valor de la propia medida.
Otro estudio sitúa esta estrella a una distancia aproximada de 3775 años luz.
Se piensa que es miembro del cúmulo estelar Aurigae OB1.
V362 Aurigae es una supergigante roja de tipo espectral M1.5I con una temperatura efectiva de 3700 K.
Semejante a la brillante Betelgeuse (α Orionis) o a σ Canis Majoris, tiene un radio 500 veces mayor que el del Sol, lo que equivale a 2,33 UA. Si estuviese en el centro del sistema solar, los cuatro planetas más cercanos al Sol —entre ellos la Tierra— estarían contenidos en el interior de la estrella.
Brilla con una luminosidad bolométrica —en todas las longitudes de onda— 41.000 veces mayor que la solar.
Su contenido metálico es prácticamente igual al del Sol ([Fe/H] = 0,00).
Catalogada como una variable irregular LC —cuyo prototipo es TZ Cassiopeiae—, el brillo de V362 Aurigae varía entre magnitud +7,29 y +7,73, sin que se conozca periodicidad alguna.